# 珠海公交Z30路线
珠海公交Z30路线（前稱珠海公交130路線），是中华人民共和国广东省珠海市内一条巴士循環路线，往来湾仔及保税区北门。

## 歷史
- 本线路前身是湾仔至保税区北门的通勤车，于2012年开行，使用两台厦门金龙XMQ6840GE型非空调中巴行走，上车收费人民币1元。
- 2012年12月13日：进一步方便连屏村一带村民及珠海保税区员工往返湾仔片区的公交出行，经充分调查研究决定，该通勤车更改编码为130路线，途经连屏村口、宝湾路口、天科路中、中富、恒利工业园等26个站点。[2]同时全线更换为珠海广通GTQ6857N4GJ型LNG空调中巴行驶，上车收费人民币2元。
- 2013年4月1日：受珠海保税区保北路实行禁止车辆通行影响，本线路进保税区东门后改左转，往宝盛路至“天科路中”站后接回原线。双向撤消“连屏村口”，“国贸展示中心”站双向迁移至国贸展示中心路口附近。[3]
- 2013年6月1日：该路线票价由人民币2元调至1元。
- 2014年9月22日，本線路由高峰期运行改为全日运行，同时首次实施换乘优惠。往“保税区北门”方向经“国贸展示中心”后，改行宝汇路—宝顺路—天科路—宝盛路—宝成路—宝湾路—宝峰路—联峰路—富林西路行驶，接回“保税区北门”，增停“宝顺路”、“宝盛路中”、“宝吉路口”、“翔翼”、“联峰路中”站；取消“天科路中”、“宝湾路口”、“宝湾路东”、“宝湾路中”站；往“湾仔”方向在“保税区北门”发车后，改行富林西路—联峰路—天科路—宝顺路—宝汇路—宝盛路行驶，接回“国贸展示中心”站，增停“光联科学园”、“天科路北”、“天科路中”、“宝顺路”站。同时調整運營時間，並補充一臺聊城中通LCK6850HGN行駛（后更換為珠海广通GTQ6107N4GJ5型LNG巴士）。[4][1]
- 2015年8月26日，該路線編碼更名為Z30路線，行駛站點、服務時間及換乘措施保持不變。[5]

## 路線基本資料
本线全程行车时间60分钟；全程行车里数18公里。

## 收費
- 全程收费：人民币1元。

- 乘客先刷卡乘坐票價高的線路，會先扣減全部車費，待乘客換乘低票價的本線路時，不再對乘客乘車卡金額進行扣減；反之，若乘客先刷卡乘坐本線路，會先扣減人民幣1元，待乘客換乘高票價線路時，再補收票價差額部分。

- 溫馨提示：1、換乘優惠措施前提是乘客乘車必須是刷珠海公交通達卡消費；2、兩次刷卡時間間隔為90分鐘以內；3、一張IC卡只享受一次換乘優惠措施，如果多人使用同一張通達卡時，以最後刷卡時間為準，只享受一次轉乘優惠。

- 实收车资因缴付车资方式而异，计算方式为“实收车资=应付车资×缴付车资方式对应之车资折扣”，具体如下：

| 缴付车资方式                                         | 车资折扣 |
| ---------------------------------------------------- | -------- |
| 现金                                                 | 100%     |
| 珠海公交通达卡 （普通卡、月刷卡累计100次后之学生卡） | 90%      |
| 珠海公交通达卡 (学生卡（月刷卡累计100次内）)         | 60%      |
| 珠海公交通达卡 (老人卡（本市户籍）)                  | 0%       |
| 珠海公交通达卡 (老人卡（非本市户籍）)                | 0%       |
| 珠海公交通达卡 (残疾人卡（非盲人）)                  | 50%      |
| 珠海公交通达卡 (残疾人卡（盲人）)                    | 0%       |
| 中山通                                               | 90%      |

## 线路停靠站点
| 站点序号与备注 | 站点           | 位置     |
| -------------- | -------------- | -------- |
| 1● 起点站      | 湾仔           | 南湾南路 |
| 2●             | 湾仔口岸       | 南湾南路 |
| 3●             | 湾仔旅游码头   | 南湾南路 |
| 4●             | 南湾南路北     | 南湾南路 |
| 5●             | 银坑村         | 南湾南路 |
| 6●             | 北大希望之星   | 南湾南路 |
| 7●             | 国际会展中心   | 南湾南路 |
| 8●             | 南湾南路南     | 南湾南路 |
| 9●             | 珠海保税区     | 南湾南路 |
| 10●            | 国贸展示中心   | 宝盛路   |
| 11●            | 宝顺路         | 宝顺路   |
| 12●            | 宝盛路中       | 宝盛路   |
| 13●            | 宝吉路口       | 宝盛路   |
| 14●            | 翔翼           | 宝盛路   |
| 15●            | 康乐保公司     | 宝成路   |
| 16●            | 恒利工业园南门 | 宝湾路   |
| 17●            | 中富           | 联峰路   |
| 18●            | 恒利工业区北门 | 联峰路   |
| 19●            | 联峰路中       | 联峰路   |
| 20●            | 保税区北门     | 保北路   |
| 21●            | 光联科学园     | 天科路   |
| 22●            | 天科路北       | 天科路   |
| 23●            | 天科路中       | 天科路   |
| 24●            | 宝顺路         | 宝顺路   |
| 25●            | 国贸展示中心   | 宝盛路   |
| 26●            | 珠海保税区     | 南湾南路 |
| 27●            | 南湾南路南     | 南湾南路 |
| 28●            | 国际会展中心   | 南湾南路 |
| 29●            | 银坑村         | 南湾南路 |
| 30●            | 南湾南路北     | 南湾南路 |
| 31●            | 湾仔旅游码头   | 南湾南路 |
| 32● 终点站     | 湾仔           | 南湾南路 |

## 外部連結
- 珠海市公共汽车线路信息表
- 珠海市交通运输局